# 坂本冬休み

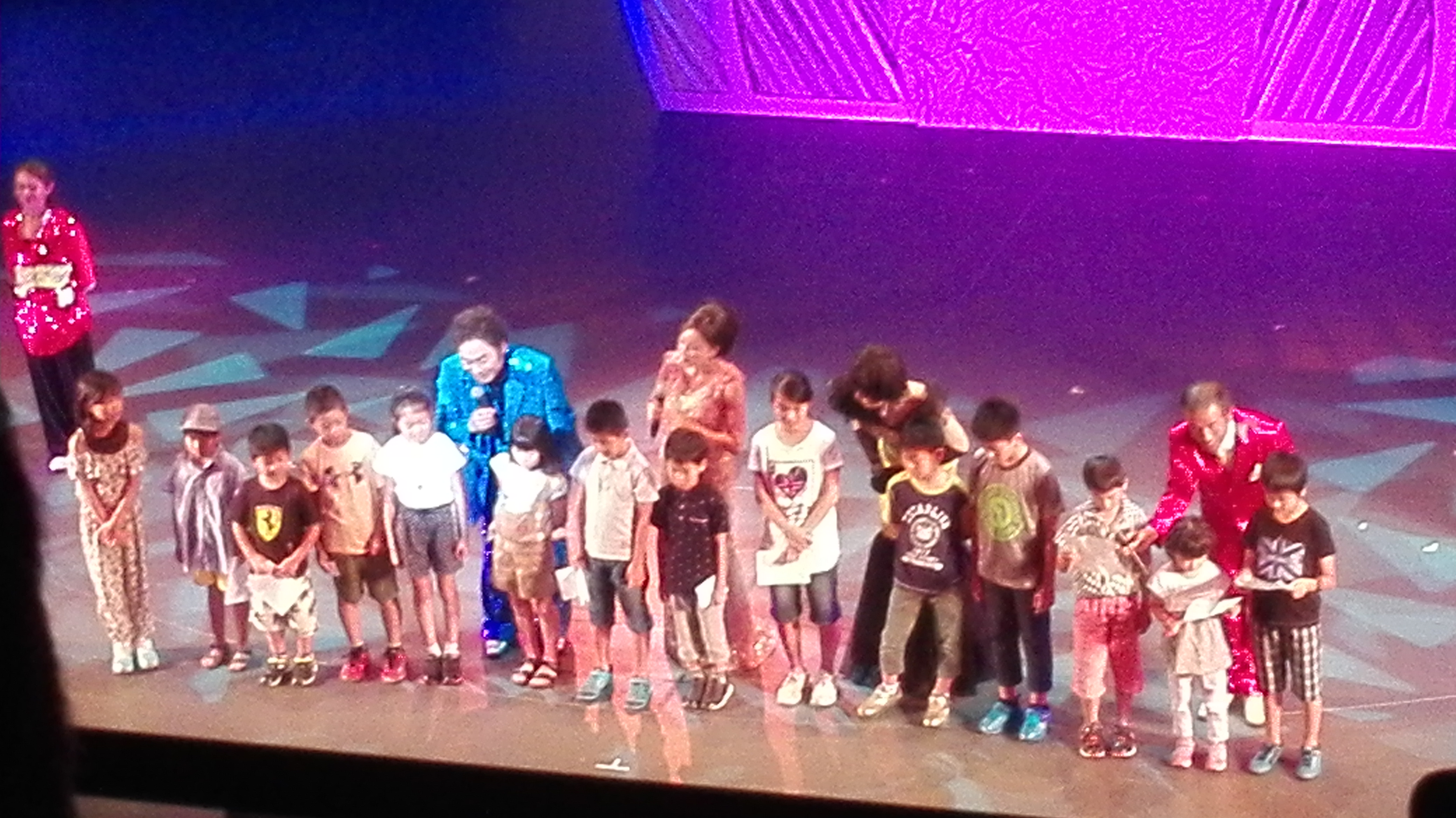
後列右から3人目が坂本冬休み（2018年9月、新歌舞伎座でのコロッケ座長公演より）

坂本 冬休み（本名：加藤 めぐみ（かとうめぐみ）、1971年8月12日（53歳） - ）は、日本のものまねタレント。所属事務所はファインステージ。千葉県出身。血液型O型。

## 経歴・人物
クレヨンしんちゃん・サザエさん・イタコなどの格好で、松野明美、ユンソナ、小倉優子などの物真似をする。クレヨンしんちゃんの格好のまま浜崎あゆみの歌まねをする、などの横着な芸をする。
中学時代からグレ始め、高校進学を諦めた。中学卒業後から当時日本最大級の暴走族だったブラックエンペラーのレディースに所属し、暴走行為や喧嘩を繰り返す下端の構成員だった。18歳の時にブラックエンペラーを脱退した。19歳の時に就職し東京ディズニーランドのレストランで5年間働いた。その後、結婚式の司会者として7年間働き、ものまねタレントとなる。2004年、マセキ芸能社に所属。デビューの切っ掛けは、ものまね番組のオーディション。松居直美や加藤鷹のものまねで合格した。
2005年11月、 とんねるずのみなさんのおかげでしたの博士と助手～細かすぎて伝わらないモノマネ選手権～（第6回）に、『ホールアウト後のインタビューに答える宮里藍』で出演。
2006年6月8日、TBSラジオの木曜JUNK2 カンニング竹山 生はダメラジオに出演。ユンソナ、小倉優子などのものまねをした。8月24日、同番組にAV女優かすみ果穂と出演。放送ではものまねを自粛していた。12月15日、同番組にゲスト出演。前々回同様、様々な芸能人に扮し、電話でリスナーとSMトークをした。
2007年1月7日、文化放送・集英学園乙女研究部にゲスト出演。史上最もピー音の回数が多い放送となった。4月17日より放送開始のtvk（テレビ神奈川）24:45～25:15 ファーストクラス内のアニメ「ワンダフルワールド」に、声で出演中。2007年10月3日から2009年9月30日まで毎週水曜日、大竹まこと ゴールデンラジオ!（文化放送）のとれたけ大竹タブロイドのコーナーに出演した。
2011年から現在の芸名「坂本冬休み」に改名。それまでは、しむらめぐみ、曇り空ひばり、北島ご苦労、宝島みゆき、ダレサ・テン、スーパーツライなどと名乗っていた時期があった。
2020年3月4日、日本クラウンより「千年祭り」でCDデビュー。

## 出演
- サブちゃんと歌仲間（BSテレビ東京） - 2020年3月7日
- クイズ!脳ベルSHOW（BSフジ） - 2022年8月1日・2日
- 千鳥の鬼レンチャン（フジテレビ） - 2022年9月4日・2023年5月21日・2025年7月13日

## 主なものまねレパートリー
- 坂本冬美
- 由紀さおり
- 安田祥子
- 八代亜紀
- 葛城ユキ
- ユンソナ
- 小倉優子
- 宮里藍
- 宇多田ヒカル
- 松野明美
- かつみ♥さゆり（さゆり）
- 杉本彩
- 吉田日出子
- 小林聡美
- 岸田今日子
- 深田恭子
- 江角マキコ
- 柴咲コウ
- 加藤貴子
- かたせ梨乃
- 十朱幸代
- 岩下志麻
- 高畑淳子
- 中村玉緒
- 桃井かおり
- デヴィ夫人
- 市原悦子
- 田中真紀子
- 土井たか子
- 辻元清美
- 谷亮子
- マリアン
- カイヤ
- 松居直美
- 松居一代
- 濱田マリ
- YOU
- 東海林のり子
- 山瀬まみ
- 山田花子
- BoA
- 野沢直子
- さとう珠緒
- 増田明美
- 浜崎あゆみ
- 中島美嘉
- 中島みゆき
- 倖田來未
- aiko
- ポケットビスケッツ
- Superfly
- レベッカ
- 鬼束ちひろ
- 中森明菜
- 松田聖子
- Every Little Thing
- DREAMS COME TRUE
- 平原綾香
- 小林幸子
- 髙橋真梨子
- 研ナオコ
- 一青窈
- 岩崎宏美
- 大塚愛
- ジュディ・オング
- 夏川りみ
- リ・チュニ
- クレヨンしんちゃん
- サザエさん
- おじゃる丸
- 千と千尋の神隠し